# Бістріца (Нямц)
Бістріца (рум. Bistrița) — село у повіті Нямц в Румунії. Входить до складу комуни Александру-чел-Бун.
Село розташоване на відстані 279 км на північ від Бухареста, 6 км на захід від П'ятра-Нямца, 100 км на захід від Ясс.

## Населення
За даними перепису населення 2002 року у селі проживали 1914 осіб.
Національний склад населення села:
| Національність | Кількість осіб | Відсоток |
| -------------- | -------------- | -------- |
| румуни         | 1906           | 99,6%    |
| цигани         | 6              | 0,3%     |

Рідною мовою назвали:
| Мова      | Кількість осіб | Відсоток |
| --------- | -------------- | -------- |
| румунська | 1907           | 99,6%    |
| циганська | 6              | 0,3%     |